# الحج عند الشيعة
المقال الرئيسي الحج
الحج عند الشيعة كما هو عند كل المسلمين ركن من أركان الدين وتركه مع الاعتراف بثبوته معصية كبيرة كما إن إنكار أصل الفريضة قد يصل إلى الكفر.
وقد روى الكليني عن الإمام الحسين: «من مات ولم يحج حجة الإسلام، لم يمنعه من ذلك حاجة تجحف به، أو مرض لا يطيق فيه الحج، أو سلطان يمنعه، فليمت يهودياً أو نصرانياً.»
فإنّ الحجُّ من أركان الإسلام المهمّة ومن أكبر العبادات الدينية والسياسية والاجتماعية، ذات المفاهيم القيمة. وقد أكدت العديد من آيات القرآن وأحاديث رسول الله وأهل بيته علی هذه الفريضة. وإنّ المثوبات العظيمة المذكورة لهذه الفريضة وكذا العقوبات الشديدة الّتي ذكرت لمن يترك هذه الفريضة، تحكي في الحقيقة عمّا في هذه العبادة الإسلامية الكبرى من أسرار، وحكم، ومن فلسفة وهدف. يجب على كل مسلم بالغ قادر أن يحج إلى بيت الله مرة واحدة على الأقل. وقال تعالى:وَأَذِّنْ فِي النَّاسِ بِالْحَجِّ يَأْتُوكَ رِجَالًا وَعَلَى كُلِّ ضَامِرٍ يَأْتِينَ مِنْ كُلِّ فَجٍّ عَمِيقٍ.

## شروط الحج
إنّ حج بيت اللّه الحرام لمرّة واحدة في العمر فرض واجب على كلّ من اجتمعت فيه الشروط التالية:
1. البلوغ: ان وجوب الحجّ مقيّد بالبلوغ ولا يجب الحجّ على غير البالغ، وإن كان مراهقاً.
2. العقل: فالمجنون لا يجب عليه الحج ولا يصح منه.
3. الحرية: فلا يجب الحجّ على المملوك وإن كان مستطيعاً ومأذوناً من قبل مولاه.
4. الاستطاعة: الاستطاعة شرط لوجوب الحج لقوله تعالی:مَنْ اسْتَطَاعَ إليه سَبِيلاًً. ویقصد منه الاستطاعة من حيث صحة البدن وقوته، وتوفر المال، وتخلية السرب وسلامته، وسعة الوقت وكفايته.[2][3]

## وقت الحج

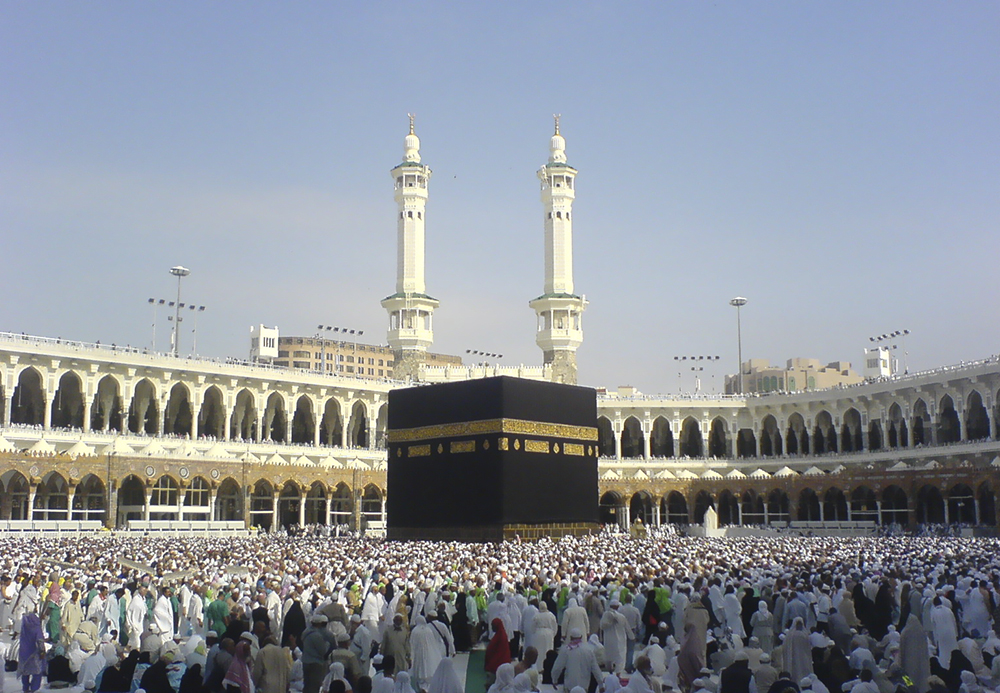
الكعبة المشرفة أثناء الحج

كما قال تعالى‌ في كتابه: الْحَجُّ أَشْهُرٌ مَّعْلُومَاتٌ، وهي شوال وذو القعدة وذو الحجة، فأنّه لا يجوز أن يقع إحرام الحج إلا فيها.

## أقسام الحج
لقد قسم فقهاء الشيعة الإمامية الحج إلى ثلاثة أقسام: حج التمتع، حج القِران وحج الإفراد.
يختلف حج التمتع عن الإفراد والقِران في أنه فُرض على من بعد مسكنه أكثر من ستة عشر فرسخاً عن مكّة (ما يعادل 96 كيلومتر تقريبا)، وأما حج القران والإفراد فيتعلقان بمن كان أدنى من هذه الفاصلة.
كما يختلف حج التمتع عن الحجين الآخرين، في كونه عبادة واحدة يتألف من عمرة وحجة، ولابدّ من الإتيان بهما في سنة واحدة.
وهذا بخلاف حج الإفراد أو القِران فإنّ كلاً منهما عبادة تعبّر عن الحجة فقط، بينما العمرة عبادة أخرى مستقلّة عنهما تسمّى بالعمرة المفردة، ولهذا فقد تقع العمرة المفردة في عام وحج الإفراد أو القِران في عام آخر. ويختلف حج الإفراد عن القران بأن الحاج في حج القران يصحب معه هديه ويجب الهدي عليه، أما في حج الإفراد فلا هدي فيه.

## أعمال الحج
تنقسم أعمال الحج إلى قسمين اثنين: أعمال عمرة التمتع وأعمال حج التمتع، ويجب على الحاج الاتيان بمجموع أعمال هذين القسمين.
أعمال عمرة التمتع تشتمل على ما يلي: الإحرام من أحد المواقيت من خارج حرم مكة ثم الطواف بالبيت الحرام سبعة أشواط، ثم الإتيان بركعتي صلاة الطواف عند مقام إبراهيم ثم السعي بين الصفا والمروة سبعة أشواط ومن بعدها التقصير بأخذ شيء من الشعر أو الأظافر.
بعد القيام بهذه الأعمال يبقى الحجاج إلى اليوم السابع أو الثامن من ذي الحجة في مكة، وفي ذلك اليوم يبدءون بأعمال حج التمتع وهي: 
الإحرام مجددا من نفس مكّة، والأفضل أن يكون ذلك من المسجد الحرام، ثم الذهاب إلى عرفات في التاسع من ذي الحجة والوقوف هناك والمقدار الواجب من الوقوف هو من أذان ظهر إلى أذان المغرب، ثم التوجّه نحو المزدلفة والمبيت فيها ليلة العاشر من ذي الحجة، ثم الوقوف في المشعر من أذان صبح يوم عيد الأضحى إلى طلوع الشمس. فيجمعون هناك الحجارة اللازمة لرمي الجمرات، ثم يتوجهون بعد طلوع الشمس إلى منى ليقوموا بإنجاز أعمال منى وهي: رمي جمرة العقبة وهي الجمرة الأخيرة بين الجمرات بسبعة أحجار صغيرة وذبح الأُضحية وحلق الرأس. ثم يجب على الحاج ان يبيت في منى ليلتي الحادي عشر والثاني عشر وأن يرمي الجمرات الثلاثة تباعاً، في يومي الحادي عشر والثاني عشر.

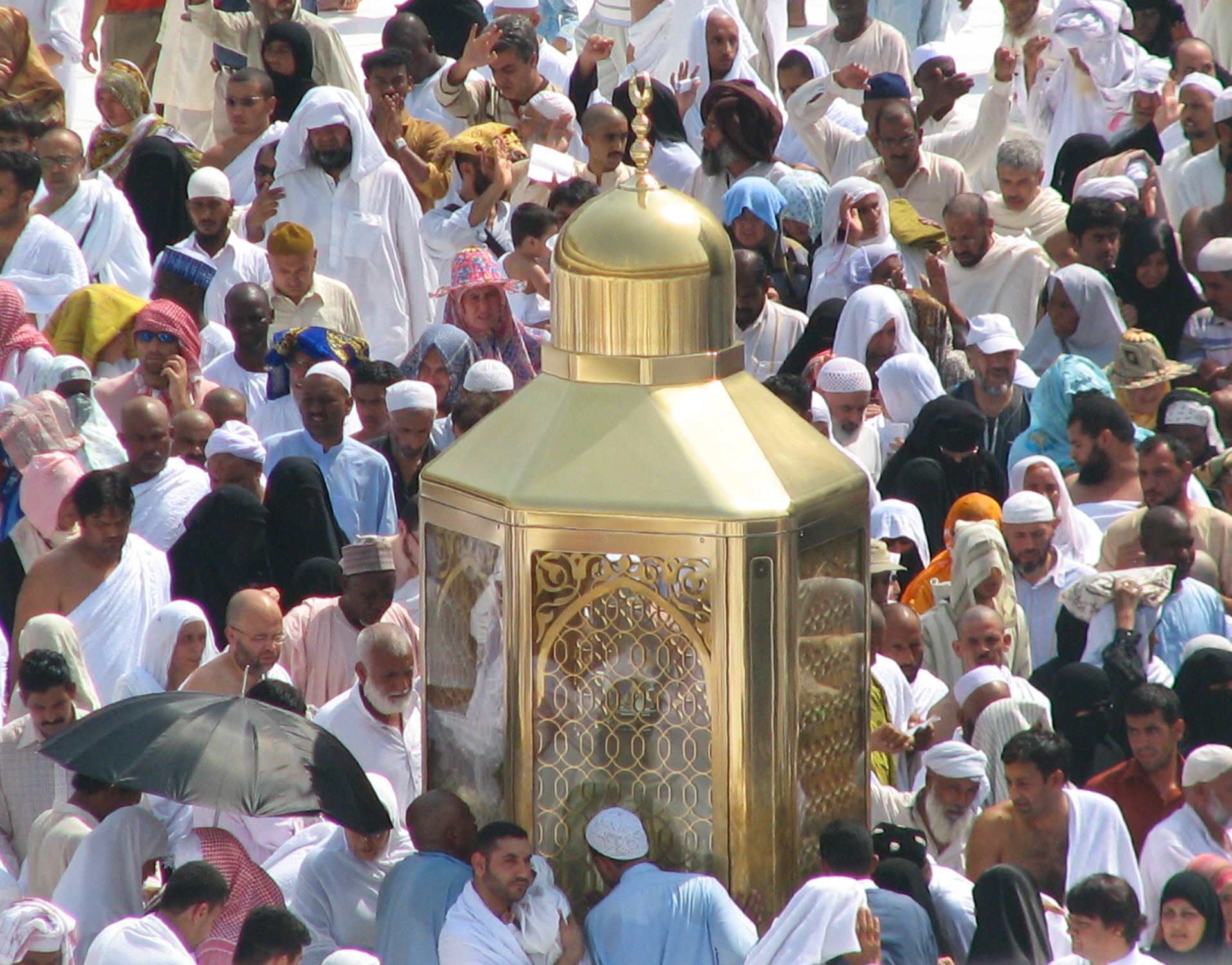
مقام إبراهيم.
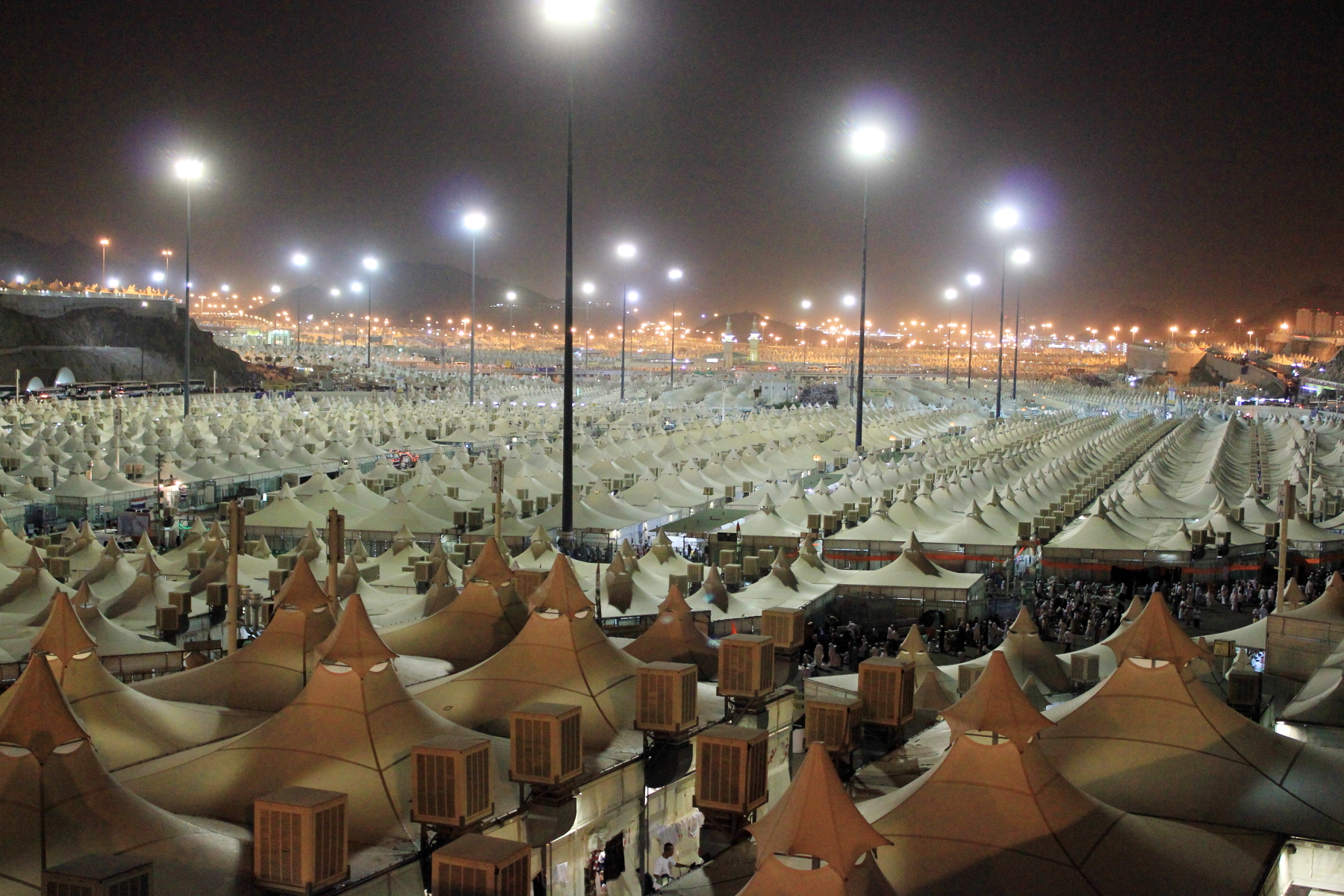
مخيمات الحجاج في مني.
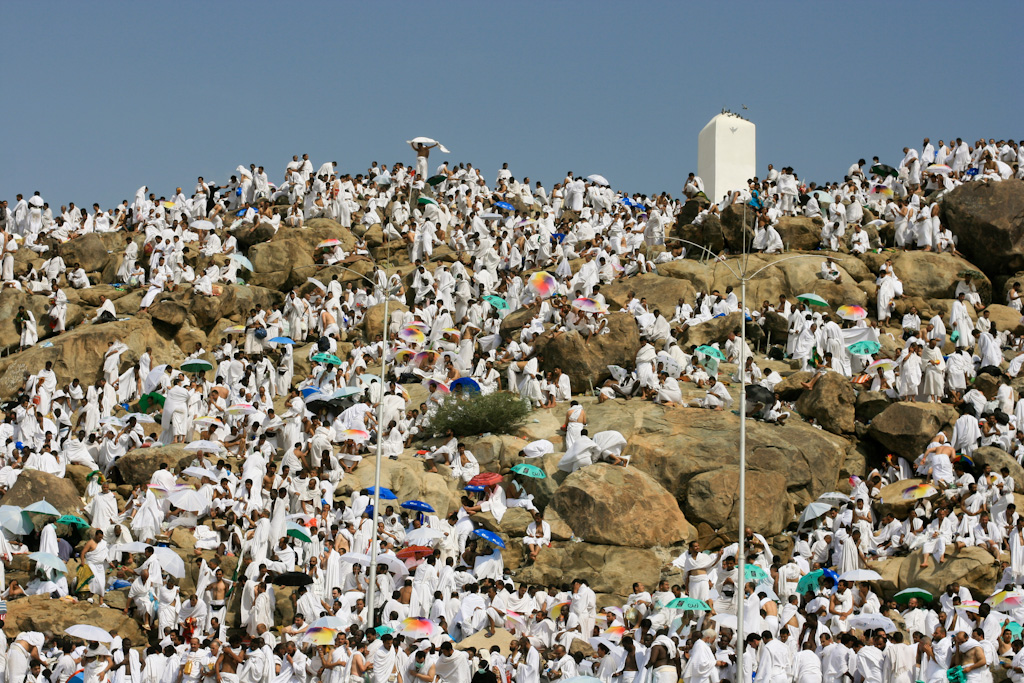
الوقوف على جبل عرفة في موسم حج.
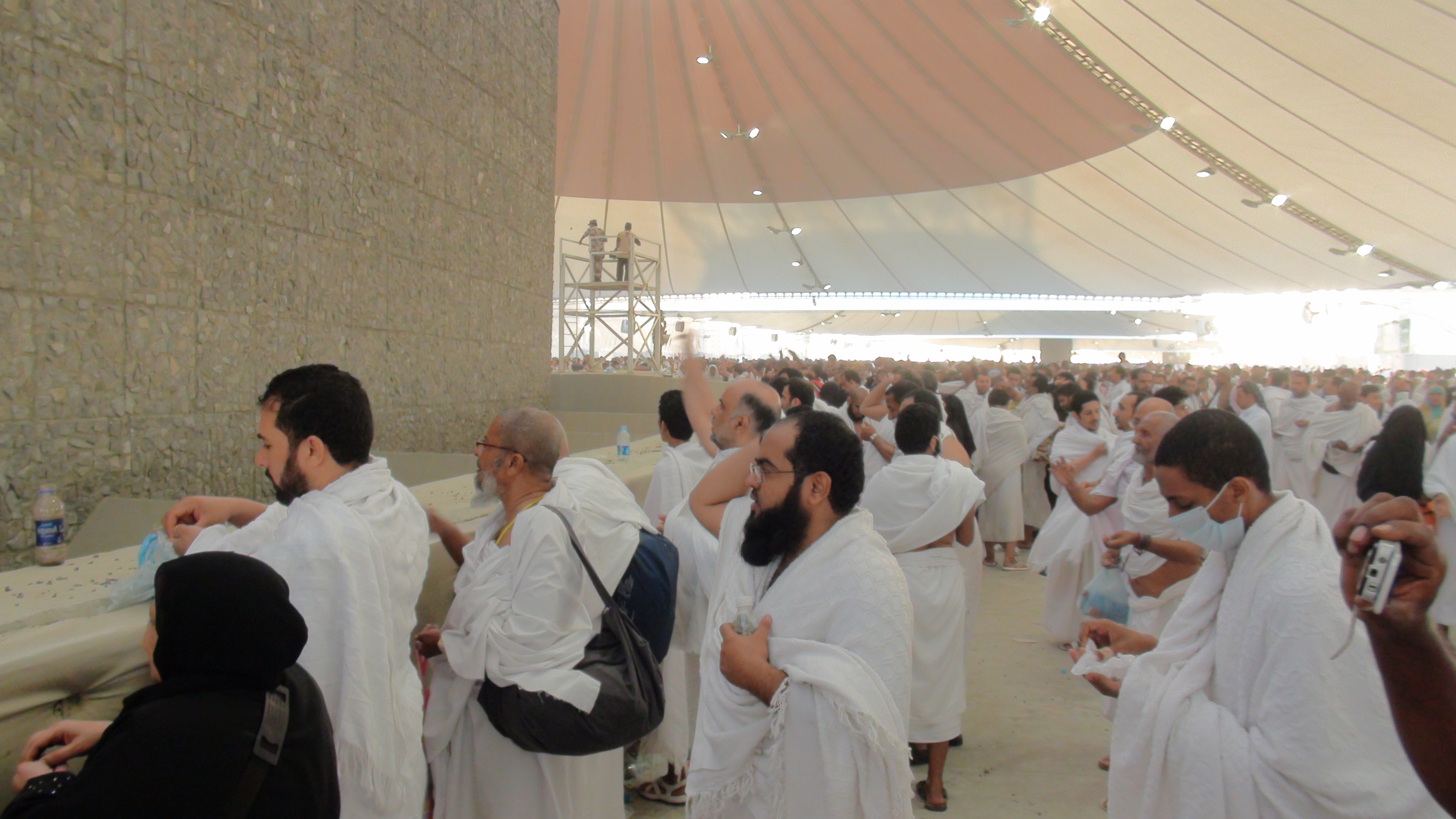
رمي جمرة العقبة الكبرى يوم عيد الأضحى.

بعد خروج الحاج من منى عليه أن يشرع بأعمال المسجد الحرام المتمثّلة بما يلي: الطواف سبعة أشواط حول الكعبة، صلاة ركعتي الطواف خلف مقام إبراهيم، السعي بين الصفا والمروة، أداء طواف النساء، صلاة ركعتي طواف النساء خلف مقام إبراهيم. وطواف النساء هو مثل الطواف العادي، يختلف عنه في النية فقط، وكذا الحال في صلاة ركعتي طواف النساء.

## زيارة المدينة
يعتبر الشيعة زيارة قبر الرسول وأهل بيته في المدينة من الأمور المستحبة استحبابا مؤكدا. فيستحب الغسل عند دخول المدينة المنورة، ثم زيارة الرسول. وقد وردت في كتبهم الادعية كيفية زيارة الرسول وآدابها. كما يستحب زيارة ابنته فاطمة الزهراء وان كان قبرها غير معلوم ولكن الأولى أن تزار قريباً من الروضة. كما ان أربعة من أئمة الشيعة مدفونون في البقيع وهم الحسن بن علي، وعلي بن الحسين، ومحمد بن علي، وجعفر بن محمد. وقد يستحب زيارة قبورهم وقراءة الزيارات المذكورة في كتب المزار للشيعة. كما يستحب زيارة قبور سائر أولاد النبي وقبر فاطمة بنت أسد والدة أمير المؤمنين، وفاطمة بنت حزام والدة العباس بن أمير المؤمنين، وقبور الأصحاب والشهداء، فهم كثيرون في البقيع.
ويستحب إتيان المساجد بالمدينة مثل مسجد قباء، ومشربة أم إبراهيم، ومسجد الفضيخ، ومسجد الأحزاب وهو مسجد الفتح.

## وصلات خارجية
- دعاء الإمام الحسين في يوم عرفة
- الحج عند الشيعة الإمامية